# 이도백화
"이도백화"(Pear And Peach Flowers)는 한국에서 제작된 강상용 감독의 1994년 영화이다. 이대엽 등이 주연으로 출연하였고 김재현 등이 제작에 참여하였다.

## 출연

### 주연
- 이대엽
- 강석현
- 양미
- 마흥식
- 최재원
- 조은숙
- 김옥경

## 기타
- 조명: 장기종
- 녹음: 강대성